# Isotomodes venezuelensis
Isotomodes venezuelensis är en urinsektsart som beskrevs av Rapoport och Maño 1969. Isotomodes venezuelensis ingår i släktet Isotomodes och familjen Isotomidae. Inga underarter finns listade i Catalogue of Life.